# Мир у Ријеци Црнојевића
Мир у Ријеци Црнојевића закључен је 8. септембра 1862. године између Османског царства и Црне Горе. Њиме је завршен Црногорско-турски рат (1862). 

## Увод
Лука Вукаловић је 1861. године подигао нови устанак, овога пута још ширих размера. Подржавали су га црногорски кнез Никола и његов отац Мирко. Устанак се пренео на Попово поље до Дубровника и на крајеве око Мостара. Црногорци су напали Подгорицу, а јануара 1861. године побуну дижу Рудињани, Граховљани и Бањани, па Васојевићи. Османске власти понудиле су на конференцији у Мостару устаницима пореске олакшице, слободу градње цркава и праведније порезе, али су устаници захтевали да им црква обнови срушене цркве и да народ бира владику, те су преговори пропали. Османску војску од 20.000 војника предводио је Омер паша Латас. Априла 1862. године избија Црногорско-турски рат. Августа месеца црногорска војска се нашла пред сломом. Турци су били пред самим Цетињем, те је кнез Никола морао прихватити ултиматум Порте да се дистанцира од херцеговачког устанка. 

## Мир
Интервенција Русије спречила је Османско царство да Црној Гори наметне теже услове. Мир је потписан 8. септембра 1862. године. Порта је прихватила територијални статус кво. Црна Гора се обавезала да не подстрекава немире на османској територији. Турци су добили право да подигну тврђаве дуж пута Никшић-Спуж. Мирко Петровић је морао да напусти земљу. Црна Гора се трудила да анулира неповољан уговор. На интервенцију великих сила, Порта је 1863. године пристала да не гради тврђаве и да поруши изграђене. То је учинила после две године. Пораз Црногораца довео је до лаког гушења херцеговачког устанка. 